# 1799 w polityce

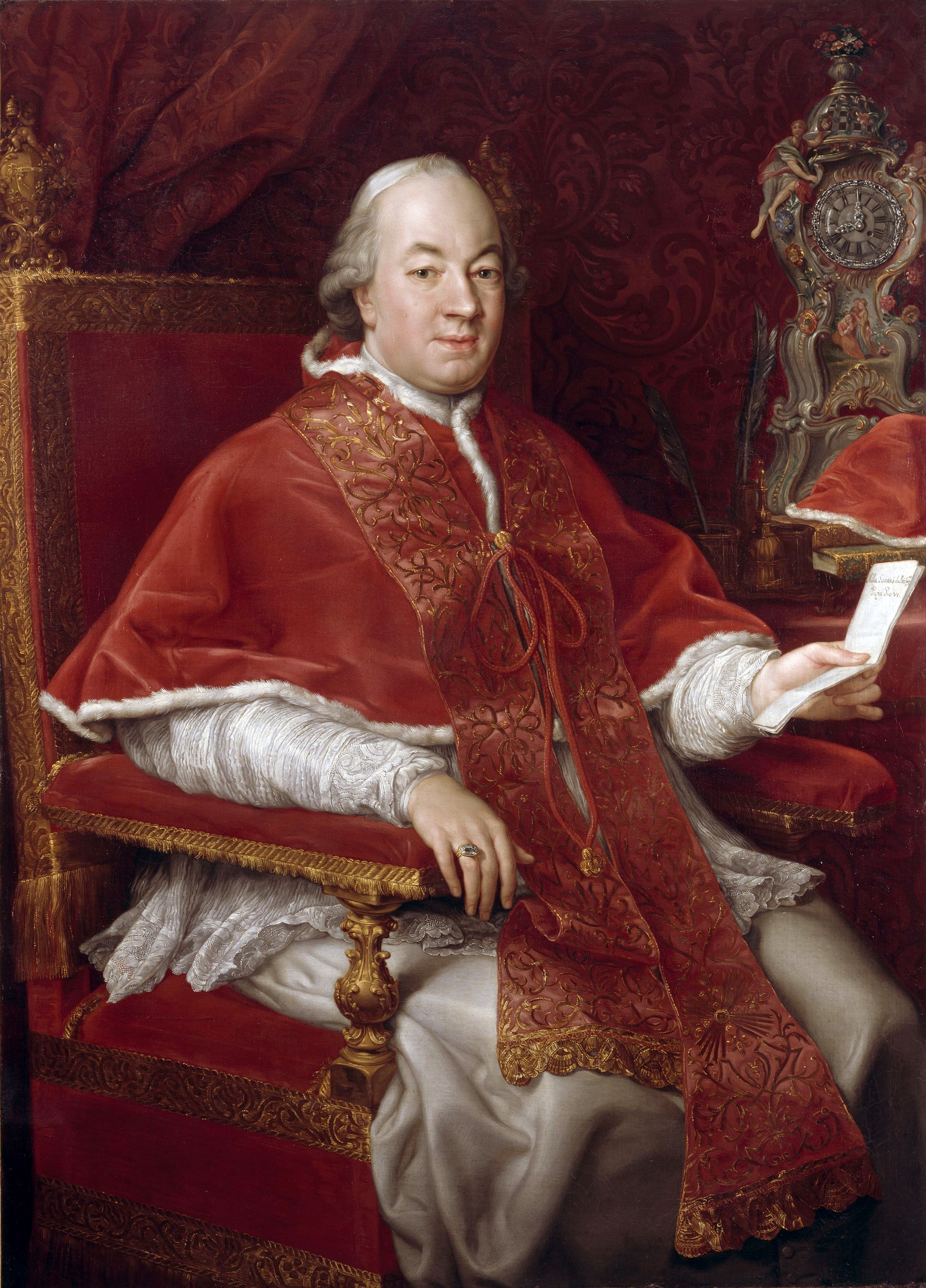
Pius VI

Wydarzenia polityczne w 1799 roku.

## Wydarzenia
- 13 grudnia - projekt konstytucji Francji autorstwa Bonapartego i Pierre`a Daunou[1].
- 15 grudnia - Napoleon ogłasza koniec I Republiki[2].

## Zmarli
- 29 sierpnia Pius VI, papież[3][4].
- 14 grudnia George Washington[5].